# オールド・イングリッシュ・シープドッグ
オールド・イングリッシュ・シープドッグ（英: Old English Sheepdog）は、イギリス原産の大形の牧羊犬。
その頭文字から「OES」、または「オールド」などの愛称で呼ばれ、英語では断尾されていることから「ボブテイル」（尾無し）と呼ばれる。

## 容姿
オールド・イングリッシュ・シープドッグは大型犬である。その長くからまった厚手のグレーと白の被毛は容易に見分けられる。耳は常に垂れている。断尾が違法でない地域ではほとんどが断尾され、後部がパンダのようになる。まれに生まれながらに切る必要のない長さの尾を持つ個体も生まれる。股関節形成不全、遺伝子の関連性から白内障など目周辺の病気にかかりやすい。
立った状態では肩より腰のほうが高くなり 、側対歩と呼ばれる（前後の足を同時に出す）熊のような歩き方をする。断尾されていない場合は尻尾は長く垂れ下がったままである。
体長は肩の部分で少なくとも61センチ（24インチ）はあり、雌は雄より概して小さい 。
体は短く、コンパクトであるが、がっしりしている。適正体重は個体によって様々だが、雄の大きい個体は46キログラムほどになるものがある。
二重の被毛はグラデーションを作り、色は薄い灰色から濃い灰色、青みがかった色まで陰影がある。また、下毛には耐水性がある 。子犬は白黒の毛色であり、黒い毛は子犬の頃だけ見られる。成長するにつれて銀色や灰色のぼさぼさした毛に生え変わる。

### 断尾
断尾は18世紀に英国で家畜商の犬が免税となり、その証明として尾を切ったことが始まりとされ、それが習慣として現在に至っている。
英国のケンネルクラブの基準では、断尾されているかされていないかのどちらが好ましいかを明らかにしていない 。北欧諸国やヨーロッパの数カ国で犬の断尾は法律で禁止となり、そのような国では断尾されていないオールド・イングリッシュ・シープドッグは当たり前に見られるようになっている。
オーストラリアでは標準的に断尾されているほうが望ましいとされている。アメリカでは自然に「ボブテイル」に見えない場合は、なるべく短く断尾するべきだとしている。

## 歴史
オールド・イングリッシュ・シープドッグはイングランドの古い片田舎の犬が起源とされているが、正確な記録は無い。この犬の初期については推測でしか語られていない。
1771年に英国の画家ゲインズバラによって小さな垂れ耳の犬が描かれているが、これをオールド・イングリッシュ・シープドッグの初期型だとする人がいる 。
1800年代初期にイングランドの南西部郡で家畜を追っていた断尾されている犬「ボブテール」と呼ばれ、スミスフィールドやコッツウォルド・コーと呼ばれた犬はオールド・イングリッシュ・シープドッグの祖先である可能性がある。
多くの愛好家はビアデッド・コリーが今日のオールド・イングリッシュ・シープドッグの源流の一つであるとしている  。また、サウス・ロシアン・シェパード・ドッグという種類が祖先の一つであるという説もある。
オールド・イングリッシュ・シープドッグはもともと「羊飼いの犬」と呼ばれ、本来の牧羊犬のような牧場で家畜を激しく追い立てる仕事ではなく、牧場から市場へと移動させる役目をさせていたとされ、古くから羊の群れの後ろ側での警護や追いたてを業としてきた。
オールド・イングリッシュ・シープドッグは1873年のイングランド、バーミンガムのショーで初めて披露された。審査員は犬をすぐに下がらせるほど、質が悪いと感じていた。しかしそれからその犬種はショードッグとして人気になり、1907年には毛を逆立ててふわふわにさせるグルーミング方法が編み出されたことが記録されている。1880年代にはアメリカ合衆国に輸出され、世紀の変わり目には裕福な家庭の半分が飼っているといわれるほどになった。
オールド・イングリッシュ・シープドッグは今日も人気のあるショウドッグである。

## 関連情報
- ミュージカル「アニー」にオールド・イングリッシュ・シープドッグが出演。
- 映画「むく犬ディグビー」にオールド・イングリッシュ・シープドッグのタイトルキャラクターのディグビーが出演。
- 絵本『ゆかいなバーニー』(Peter Bonnici, Shirley Anne Lewis, Lisa Kopperの共著)ではオールド・イングリッシュ・シープドッグの主人公バーニーが活躍する。
- ポール・マッカートニーは、1966年夏よりマーサと名付けたオールド・イングリッシュ・シープドッグを飼っていたことがあり（1982年夏・老衰死）、ビートルズの楽曲「マーサ・マイ・ディア」はマーサを題材とした楽曲である[10][11]。
- テレビ番組『ペット大集合!ポチたま』ではマスコットキャラクターのポチとして毎回登場していた。
- 漫画、テレビアニメ『おはよう!スパンク』の登場キャラクターである、スパンクはオールド・イングリッシュ・シープドッグがモデルとされている。
- 2010年10月15日、4代目日本オラクル社員犬としてオールド・イングリッシュ・シープドッグの「キャンディ」が就任した。日本オラクルでは代々社員犬として、オールド・イングリッシュ・シープドッグが就任している。
- 2016年4月4日からZIP!の『あおぞらキャラバン』でセレイナ・アンと旅するそらはオールド・イングリッシュ・シープドッグである。